# Diego Serrano de Sotomayor
Diego Serrano de Sotomayor (Chillón, Ciudad Real, h. 1582-Guadix, Granada, 5 de octubre de 1652) fue un fraile mercedario calzado y obispo de Solsona, Segorbe y Guadix. Además, durante su carrera eclesiástica fue redentor, definidor y calificador del Santo Oficio. Fue, además, propuesto como obispo de Tortosa y arzobispo de Valencia, cargos a los que renunció.

## Biografía
Hijo de Diego Fernández de León y María Sánchez de Sotomayor, tomó hábitos como fraile mercedario en el Convento de la Merced de Córdoba de manos del venerable Fernando de Montesinos, el 14 de octubre de 1598.
Estudiante de Teología, alcanzó a ser rector del Colegio de San Laureano de Sevilla, comendador en los mercedarios de Jerez de la Frontera (Cádiz) así como definidor general y provincial de Andalucía entre 1631 y 1632. Será aquí cuando le llegue la máxima responsabilidad dentro de su propia congregación cuando, tras el capítulo general de Barcelona, es nombrado como maestro general de la Orden de la Merced, cargo que desempeñará hasta 1635, cuando el papa Urbano VIII, por mediación de Felipe IV, lo proponga como obispo de Solsona. 
En el Convento de la Meced de Madrid, el 23 de marzo de 1636, el obispo Gaspar Prieto,titular de Elna-Perpiñán, consagró como prelado a Diego Serrano; lo hizo acudiendo como asistentes de la ceremonia, fray Miguel Avellán, obispo auxiliar de Toledo, y el carmelita Timoteo Pérez Vargas, obispo de Babilonia y auxiliar toledano.
En la diócesis de Solsona, convocó sínodo diocesano el 25 de mayo de 1637 y, asimismo, participó en los concilios provinciales que se celebraron en Tarragona y Barcelona en esos años donde, entre otras cuestiones, Serrano apoyó la predicación en catalán entre los fieles, con el fin de divulgar mejor las enseñanzas evangélicas en el pueblo llano. Igualmente, se encargó de colaborar con Dalmau de Queralt, conde de Santa Coloma, en la gestión de la crisis catalana de 1640.
El 5 de marzo de 1639 es promovido a la sede de Segorbe, como obispo titular. En el reino de Valencia llegará a ser diputado mayor, "en cuyo empleo hizo particulares servicios a la Corona de España, que tenía guerras con la de Francia".
A principios de 1562 fue nombrado obispo de Guadix, tomando posesión en su nombre el canónigo  Luis Núñez. Sin embargo Diego Serrano no llegaría a la diócesis granadina hasta el mes de septiembre, muriendo tan sólo un mes después.

Según cuenta Pedro Suárez, el obispo Serrano fue enterrado en el Convento de la Merced de Granada, donde había profesado como fraile; siendo inhumado en una sala contigua a la sacristía, antes de entrar a la claustro, en un sepulcro elevado sobre el suelo donde se inscribía el siguiente epitafio:
En V.P. Illustr. D.D. Fr. Didacum Serrano, huius Illiberitani Coenobii filium, post totius Redemptricis familiae Deiparae de Mercede Generalem amplisimum, de hinc Solsonensis, Segobricensisque Ecclesiae misericordiosisimum Antisitem; demum Accitanum, et Bastetanem emeritisimum Episcopum, qui in eadem Acci vitam Deo Numini reddidit anno Domini 1652, die 5, Octobris, Etatis vero 74. Ipsius corpus in hanc Regalem domum eius issutraslatum sub isto lapide rquiescit. Anima autem eius requiescat in pace. Amen.